# Klaus Fredenhagen
Klaus Fredenhagen (Celle, 1 de dezembro de 1947) é um físico matemático alemão, professor do  DESY. Neto de Karl Fredenhagen.
Obteve um doutorado em 1976 na Universidade de Hamburgo, orientado por Gert Roepstorff e Rudolf Haag com a tese Die Quantenelektrodynamik mit einem Freiheitsgrad für das Photonfeld.

## Obras
- Bär, Fredenhagen (Hrsg.): Quantum field theory on curved spacetimes - concepts and mathematical foundations. In: Lecturenotes in Physics, Volume 786, Springer 2009 (darin Fredenhagen, Romeo Brunetti Quantum field theory on curved backgrounds, S. 129, Arxiv)
- Doplicher, Fredenhagen, Roberts (1995). The quantum structure of spacetime at the Planck scale and quantum fields. 172. [S.l.: s.n.] pp. 187–220. arXiv:hep-th/0303037. doi:10.1007/BF02104515
- Brunetti, Fredenhagen (2004). The algebraic approach to QFT. [S.l.: s.n.] arXiv:math-ph/0411072
- Fredenhagen, Rehren, Seiler (2007). Quantum field theory – where we are. 721. [S.l.: s.n.] pp. 61–87. arXiv:hep-th/0603155. doi:10.1007/978-3-540-71117-9_4
- Weitere Arbeiten Fredenhagens auf dem arxiv Preprint-Server